# Marcepan
Marcepan è un singolo della cantante polacca Sanah, pubblicato il 20 aprile 2023.

## Video musicale
Il video musicale, diretto dalla stessa interprete con Kasia Grabek e Michał Pańszczyk, è stato reso disponibile in concomitanza con l'uscita del brano attraverso il canale YouTube dell'artista.

## Tracce
Testi di Zuzanna Irena Jurczak, musiche di Zuzanna Irena Jurczak, Dominic Buczkowski-Wojtaszek e Patryk Kumór.
1. Marcepan – 3:09

## Formazione
- Sanah – voce
- Dominic Buczkowski-Wojtaszek – produzione, mastering, missaggio
- Jan Bielecki – produzione, mastering, missaggio
- Patryk Kumór – produzione, mastering, missaggio

## Classifiche

### Classifiche settimanali
| Classifica (2023) | Posizione massima |
| ----------------- | ----------------- |
| Polonia           | 1                 |

### Classifiche di fine anno
| Classifica (2023) | Posizione |
| ----------------- | --------- |
| Polonia           | 12        |